# Polichna
Polichna – dawna wieś w Polsce, w województwie lubelskim, w powiecie kraśnickim, w gminie Szastarka.
Nazwę zniesiono w 2023 roku zmieniając jednocześnie status dotychczasowych części wsi na wsie (oprócz Wypychowa, który zniesiono).
| SIMC    | Nazwa             | Rodzaj    | Od 2023   |
| ------- | ----------------- | --------- | --------- |
| 0807850 | Podlesie          | część wsi | wieś      |
| 0807866 | Polichna Czwarta  | część wsi | wieś      |
| 0807872 | Polichna Druga    | część wsi | wieś      |
| 0807889 | Polichna Pierwsza | część wsi | wieś      |
| 0807895 | Polichna Trzecia  | część wsi | wieś      |
| 0807903 | Wypychów          | część wsi | zniesiona |

Polichna już od przynajmniej XIX wieku podzielona była na cztery jednostki:
- Polichna Dolna, wieś,
- Polichna Dolna, folwark (następnie kolonia),
- Polichna Górna, wieś,
- Polichna Górna, folwark (następnie kolonia).

W 1933 roku części te przekształcono w cztery odrębne gromady w gminie Brzozówka:
- Polichna Dolna,
- Polichna Dolna-Kolonia
- Polichna Górna,
- Polichna Górna-Kolonia.

W 1973 roku części te utworzyły cztery sołectwa w nowo utworzonej gminie Szastarka, którym nadano inne nazewnictwo według numeracji od 1 do 4:
- Polichna Pierwsza,
- Polichna Druga,
- Polichna Trzecia,
- Polichna Czwarta.

Przekształcenie tych jednostek w 2024 roku we wsie ma zatem uzasadnienie historyczne i praktyczno-adninistracyjne.

## Historia
Wieś wzmiankowana już w 1563 roku. Wieś szlachecka  położona była w drugiej połowie XVI wieku w powiecie urzędowskim województwa lubelskiego. Od 1804 roku podzielona została na Polichnę Górną i Polichnę Dolną.

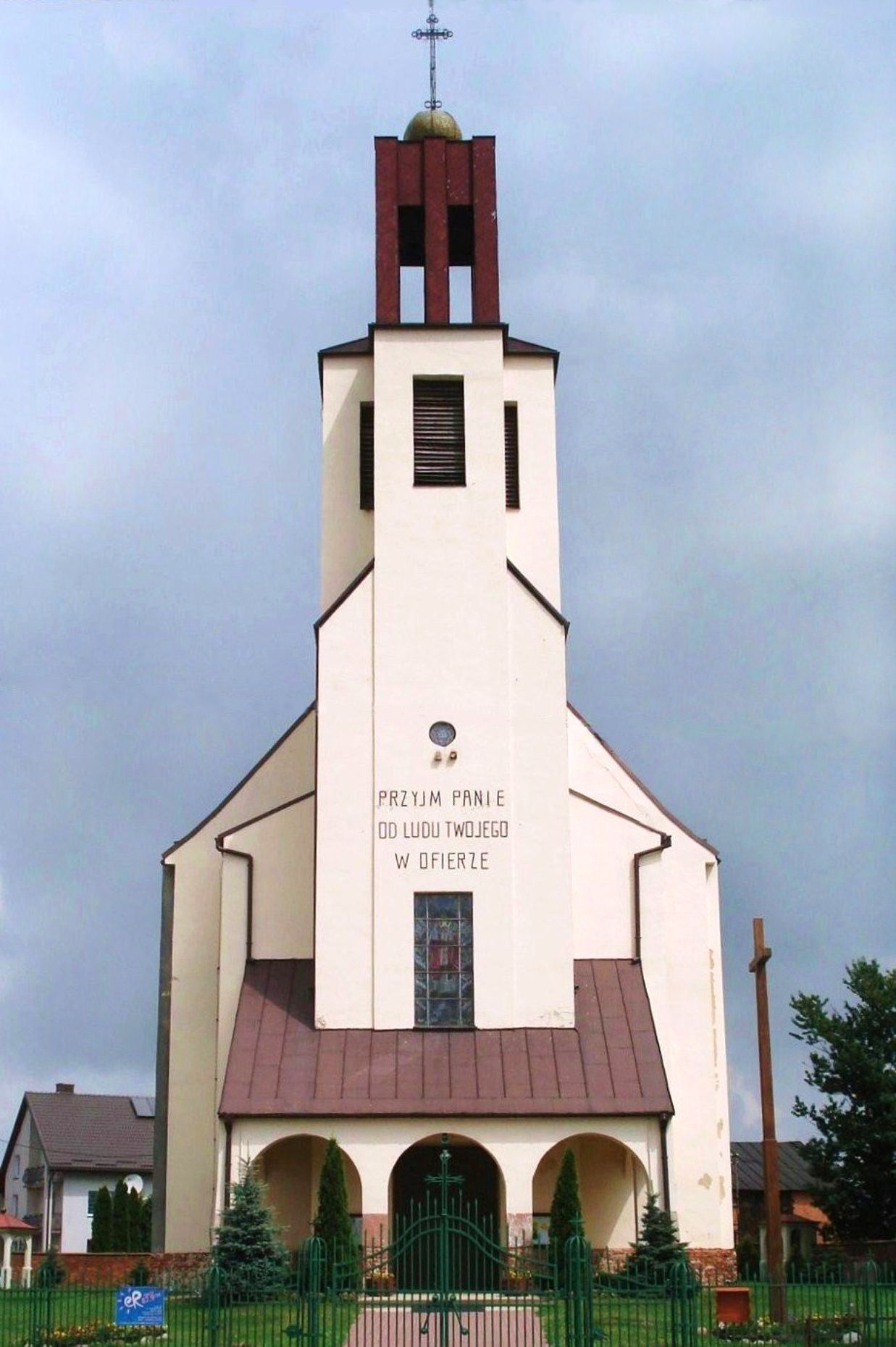
Kościół św. Jana Marii Vianney w Polichnie

We wsi znajduje się kościół parafialny św. Jana Marii Vianney zaprojektowany przez lubelskiego architekta Aleksandra Gruchalskiego i wybudowany w latach 1929–1931, w stylu modernizmu o cechach narodowych. Jego kształt określa wydłużona fasada z wieżą i charakterystycznym arkadowym podcieniem, wzorowanym na tzw. sobotach, stosowanych w tradycyjnym budownictwie drewnianym. Kościół ma bryłę jednonawową z dwoma zakrystiami. Wygląd zewnętrzny i kompozycja wnętrza stanowią interesujący przykład połączenia tradycji z nowoczesną architekturą modernistyczną I połowy XX wieku. W bocznym ołtarzu został umieszczony obraz Matki Bożej Królowej Wszechświata i Matki Kościoła, pochodzący z połowy XVII w.
Na cmentarzu zachowała się mogiła zbiorowa żołnierzy polskich z września 1939 roku oraz mogiła ludności cywilnej rozstrzelanej przez Niemców w Słodkowie 29 września 1939 roku. 
W latach 1945–1954 Polichna była siedzibą gminy Brzozówka. W latach 1975–1998 miejscowość administracyjnie należała do województwa tarnobrzeskiego.
Przez wieś przebiega droga krajowa nr 19 przebiegająca przez Lublin i Rzeszów oraz drogi powiatowe do Potoku Wielkiego, Szastarki, Brzozówki i Wojciechowa. W miejscowości znajduje się przejazd kolejowy z zaporami na drodze krajowej oraz przystanek kolejowy na linii Lublin Główny-Stalowa Wola Rozwadów.
We wsi wyodrębniono cztery sołectwa gminy Szastarka.

## Osoby związane z Polichną
- Feliks Kozyra – żołnierz ruchu oporu, dowódca 1 Brygady AL im. Ziemi Lubelskiej.
- Jan Flis – duchowny katolicki, prof. dr hab., biblista.